# Suzuki Vitara

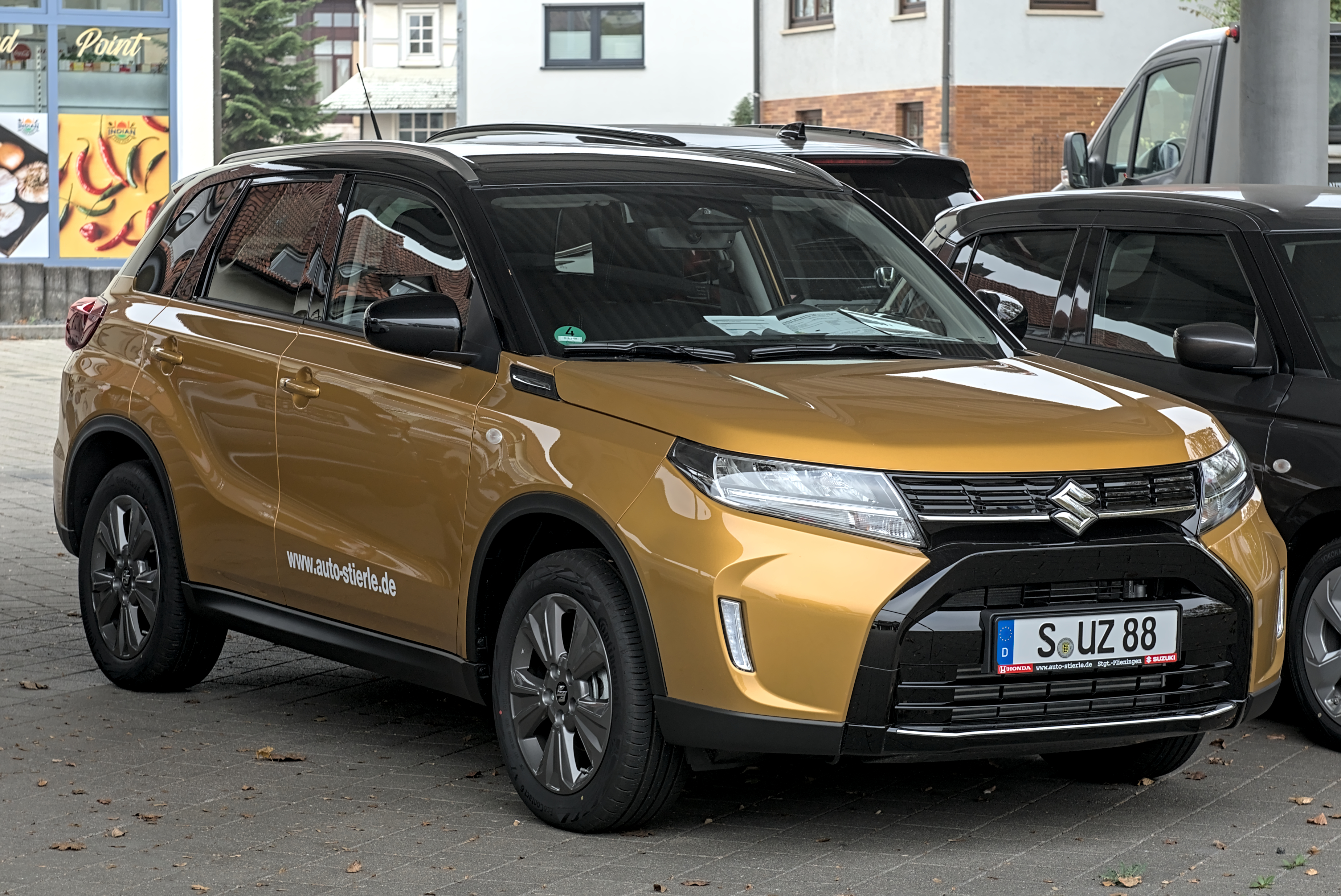

A Suzuki Vitara egy kompakt SUV, amelyet a Suzuki 1988 óta gyárt. Az évek során több generációt élt meg, és különböző piacokon eltérő neveken is ismert, például Suzuki Escudo vagy Geo Tracker.

## Történet és fejlődés
- Első generáció (1988-1998): Az eredeti Vitara három- és ötajtós változatban készült, és elérhető volt hátsókerék-meghajtással vagy összkerékhajtással. A motorválaszték 1,6 literes benzinmotortól 2,0 literes V6-osig terjedt.
- Második generáció (1998-2005): A Grand Vitara néven is ismert modell nagyobb méretekkel és erősebb motorokkal jelent meg, beleértve a 2,5 literes V6-os motort. Az összkerékhajtás továbbra is elérhető volt.
- Harmadik generáció (2005-2015): Ebben az időszakban a Vitara modernizált dizájnt és fejlett technológiai megoldásokat kapott, mint például a teljes munkaidős összkerékhajtás és a fejlett biztonsági rendszerek.
- Negyedik generáció (2015-napjainkig): A legújabb Vitara kompaktabb méretekkel és korszerű hibrid hajtáslánccal rendelkezik, amely javítja az üzemanyag-hatékonyságot és csökkenti a károsanyag-kibocsátást. Az AllGrip összkerékhajtási rendszer négy választható üzemmódot kínál: Auto, Sport, Snow és Lock, amelyek különböző vezetési körülményekhez igazodnak.

## Műszaki adatok és felszereltség
- Motorok: A jelenlegi Vitara modellek 1,4 literes BoosterJet turbós benzinmotorral és 48V-os hibrid rendszerrel vannak felszerelve, amelyek együttesen biztosítják a dinamikus teljesítményt és az alacsonyabb üzemanyag-fogyasztást.
- Hajtáslánc: Az AllGrip összkerékhajtási rendszer négy üzemmódja lehetővé teszi a vezető számára, hogy a vezetési körülményeknek megfelelően válassza ki a legoptimálisabb beállítást.
- Biztonsági rendszerek: A Vitara számos fejlett biztonsági funkcióval rendelkezik, mint például a sávelhagyást megelőző rendszer (LDP), sávtartó asszisztens (LKA), forgalmi jelzések felismerése (TSR), holttérfigyelő (BSM) és adaptív tempomat (ACC), amelyek növelik a vezetés biztonságát és kényelmét.
- Kényelem és technológia: A belső tér prémium minőségű anyagokkal és modern technológiákkal van felszerelve, beleértve a multimédiás rendszert, navigációt és kényelmi funkciókat, amelyek fokozzák az utazás élményét.

## Dizájn és megjelenés
A Vitara modern és dinamikus megjelenése vonzza a tekintetet. A külső dizájn kifejező vonalai és a személyre szabható színkombinációk lehetővé teszik, hogy a tulajdonosok saját stílusukhoz igazítsák járművüket. A belső tér tágas és ergonomikus kialakítása biztosítja a kényelmet mind a vezető, mind az utasok számára.